# جوكو أنوار
جوكو أنوار (Joko Anwar) هو صانع أفلام إندونيسي.

## وصلات خارجية
- جوكو أنوار على موقع IMDb (الإنجليزية)
- جوكو أنوار على موقع روتن توميتوز (الإنجليزية)
- جوكو أنوار على موقع ألو سيني (الفرنسية)
- جوكو أنوار على موقع أول موفي (الإنجليزية)
- جوكو أنوار على موقع قاعدة بيانات الأفلام السويدية (السويدية)
- جوكو أنوار على موقع قاعدة بيانات الفيلم (الإنجليزية)
- جوكو أنوار على موقع كينوبويسك (الروسية)

- Joko Anwar في قاعدة بيانات الأفلام على الإنترنت
- jokoanwar على تويتر.
- جوكو أنوار على إنستغرام
- جوكو أنوار  على فيسبوك.